# Dunstanoides nuntia
Dunstanoides nuntia là một loài nhện trong họ Amphinectidae. Loài này phân bố ở New Zealand.